# John Oliver (Politiker)

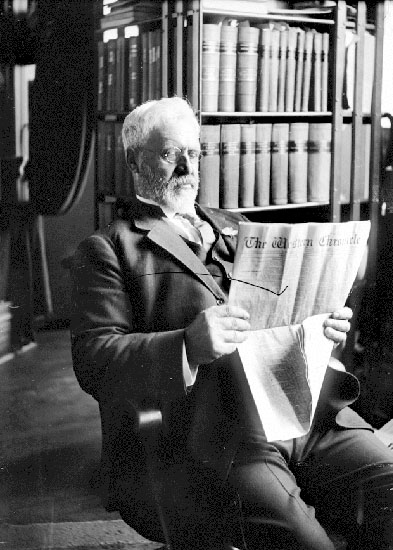
John Oliver

John Oliver (* 31. Juli 1856 in Hartington, England; † 17. August 1927 in Victoria) war ein kanadischer Politiker und Landwirt. Vom 6. März 1918 bis zu seinem Tod war er Premierminister der Provinz British Columbia und Vorsitzender der British Columbia Liberal Party.

## Biografie
Oliver wuchs in der englischen Grafschaft Derbyshire auf. Mit elf Jahren verließ er die Schule, um in einer Bleimine zu arbeiten. Als diese schloss, wanderte seine Familie 1870 nach Ontario aus. Sieben Jahre später zog er weiter nach British Columbia und baute in der Nähe von Surrey einen landwirtschaftlichen Betrieb auf. 1882 gab er seinen Nebenverdienst als Steuereintreiber auf, verkaufte sein Land und erwarb eine Farm in Delta.
Im Juni 1900 wurde Oliver in die Legislativversammlung von British Columbia gewählt und war sogleich Oppositionsführer (in der Provinz gab es damals noch keine Parteien). 1903 trat er der neu gegründeten British Columbia Liberal Party bei. Im November 1909 verlor er seinen Sitz, schaffte aber im Juli 1916 die Wiederwahl. Im Harlan Carey Brewsters Kabinett war Oliver Minister für Landwirtschaft und Eisenbahnen.
Brewster starb am 1. März 1918. Vier Tage später wurde Oliver zum Parteivorsitzenden gewählt und übernahm am 6. März das Amt des Premierministers. Seine Regierung förderte die Landwirtschaft in der Region Okanagan, baute das Gesundheits- und Bildungswesen aus und verbesserte die Arbeitsgesetzgebung. Bei den Wahlen im Juni 1924 mussten die Liberalen Verluste hinnehmen und Oliver konnte sich nur mit einer Koalitionsregierung an der Macht halten.
1927 verstarb Oliver im Amt; zu diesem Zeitpunkt war er der älteste Regierungschef in Kanada gewesen. Nach ihm benannt sind der Ort Oliver und der Mount John Oliver in den Cariboo Mountains.